# Polyen
Trong hóa học hữu cơ, polyen là những hợp chất hữu cơ không no, trong phân tử chứa ít nhất ba liên kết đôi (C=C) và các liên kết đơn (C—C) carbon—carbon xen kẽ nhau. Những liên kết đôi carbon—carbon này tương tác với nhau trong một quá trình gọi là sự liên hợp, dẫn đến một số tính chất quang học khác thường. Lớp chất liên quan tới các polyen là các dien, trong đó chỉ có hai liên kết đôi và các liên kết đơn xen kẽ nhau.
Những polyen sau đây được con người sử dụng làm thuốc chống nấm: amphotericin B, nystatin, candicidin, pimaricin, methyl partricin, và trichomycin.

## Tính chất quang học

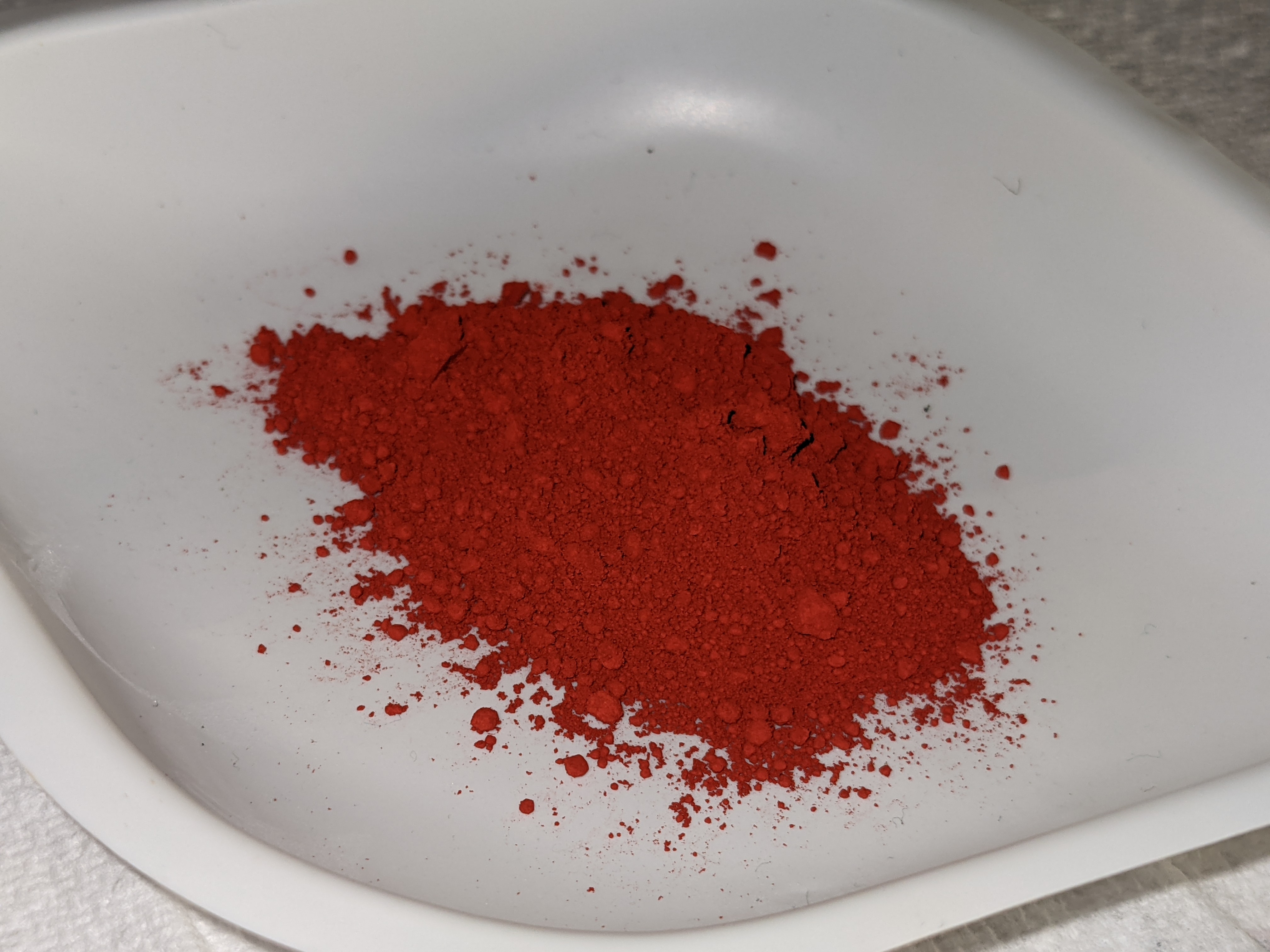
Bột β-caroten (thuộc nhóm caroten), một polyen có màu đỏ mạnh.

Một số polyen có màu sắc tươi sáng, đối với một hydrocarbon thì tính chất này khá hiếm. Thông thường, các alken hấp thụ vùng cực tím của quang phổ, nhưng ở trạng thái hấp thụ năng lượng của các polyen, với sự có mặt của hàng loạt các liên kết đôi liên hợp, có thể bị hạ xuống khiến chúng đi vào vùng khả kiến của quang phổ, dẫn đến việc các hợp chất này có màu sắc (vì chúng chứa một phần tử chromophore). Vì thế, nhiều loại thuốc nhuộm tự nhiên đều chứa các polyen tuyến tính.

## Tính chất hóa học và tính chất điện
Các polyen có xu hướng phản ứng cao hơn so với các alken đơn giản. Ví dụ, những triglyceride chứa polyen có khuynh hướng phản ứng với oxy không khí. Khi polyacetylen bị oxy hóa hoặc khử không hoàn toàn, nó sẽ thể hiện tính dẫn điện cao. Hầu hết những polymer dẫn điện đều là polyen, nhiều polymer còn có cấu trúc liên hợp. Poly(aza)acetylen có thể được điều chế từ các chất tham gia pyridin mà không yêu cầu một môi trường được kiểm soát một cách đơo giản bằng việc chiếu tia cực tím vào một hỗn hợp bao gồm pyridin và poly(4-vinyl) pyridin. Một nghiên cứu gần đây tại Viện Weizmann và Đại học Aix-Marseille cho thấy sự chuyển đổi rõ ràng giữa độ dẫn điện và độ dẫn ion khi tăng lượng tia cực tím trong vòng 30 giờ đồng hồ.

## Một số polyen thường gặp
Một số acid béo là polyen. Một loại polyen quan trọng khác đó là polyen kháng nấm.

Các polyen đại diện
Amphotericin B là ví dụ điển hình cho một polyen kháng nấm.
Leukotrien A4 là một chất điều hòa phản ứng miễn dịch.
Polyacetylen là những polymer được tổng hợp hóa học, chúng sẽ thể hiện những tính chất giống kim loại khi bị oxy hóa.